# لهستان در المپیک تابستانی ۱۹۸۰

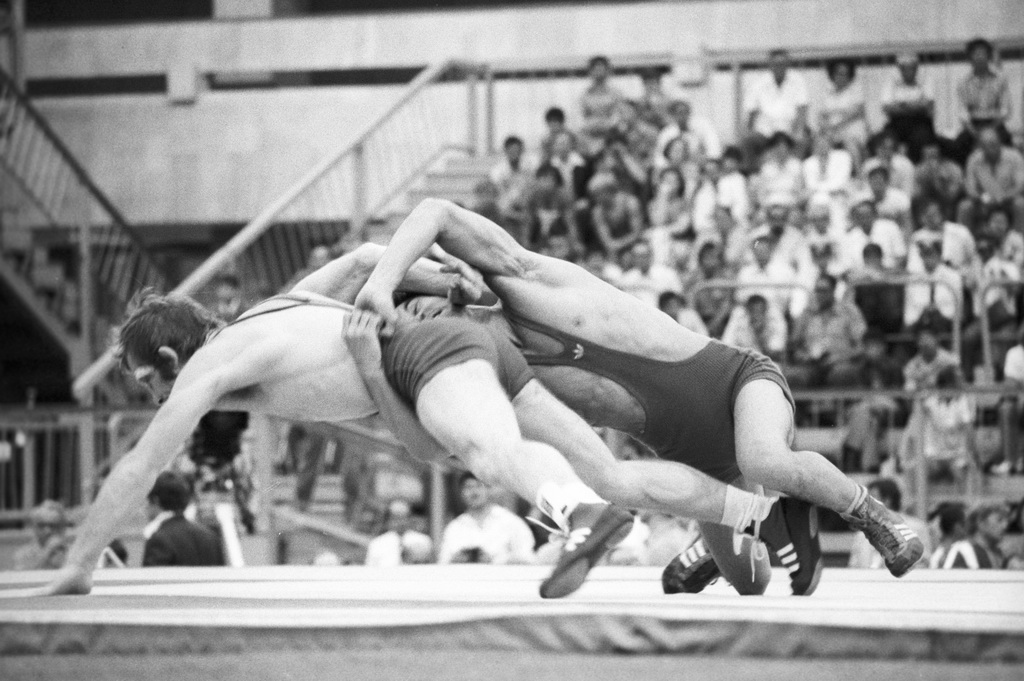
آرشیف رینا قهرمان المپیک تابستانی ۱۹۸۰

لهستان در بازی‌های المپیک تابستانی ۱۹۸۰ که در شهر مسکو اتحاد جماهیر شوروی برگزار شد، کاروان لهستان با ۳۰۶ ورزشکار در این رقابت‌ها شرکت کرد و موفق به کسب ۳۲ مدال (۳ طلا، ۱۴ نقره، ۱۵ برنز) شد. در جدول رتبه‌بندی توزیع مدال‌ها، لهستان در ردهٔ ۱۰ مسابقات قرار گرفت.